# Delictes d'amor
Delictes d'amor és una novel·la de l'escriptora catalana Maria Mercè Roca. L'obra, narrada en primera persona, presenta el retrat psicològic d'un sabater gironí atret sexualment per les nenes. Va rebre el Premi Ramon Llull de novel·la 2000.

## Argument
Narcís Besora és propietari de tres sabateries a Girona que l'han convertit en un empresari de prestigi, a punt de ser guardonat amb un premi a escala europea. És un home culte, refinat i sensible que gaudeix fent el seu ofici, de tracte deferent amb els clients.
En Narcís està separat i té dos fills que veu cada quinze dies. Amb la seva mare no ha arribat mai a mantenir una relació satisfactòria. Quant al pare, ja finat, la relació va ser pitjor. La seva amistat amb la Francina, que per les seves característiques sembla que podria desembocar en matrimoni, es veu limitada per una barrera invisible que ella no arriba a comprendre i en la qual ell es refugia per no obrir-se als altres. Sabent les conseqüències que podria portar-li ser descobert, en Narcís oculta zelosament el seu secret més íntim: la seva atracció irrefrenable per les nenes.
Conscient que la seva condició, que el turmenta i l'obsedeix, és la circumstància que fa fracassar les seves relacions adultes, en Narcís estudia la manera de satisfer en secret els seus impulsos espontanis i poder fer front a una vida aparentment normal, i tal vegada a un nou matrimoni. Il·lusionat pel premi que espera, es preocupa de redactar un bon discurs d'acceptació, però allò en què més pensa és en el viatge que vol fer a Tailàndia per tal de realitzar les seves fantasies sexuals.